# Park Jeong Hwan

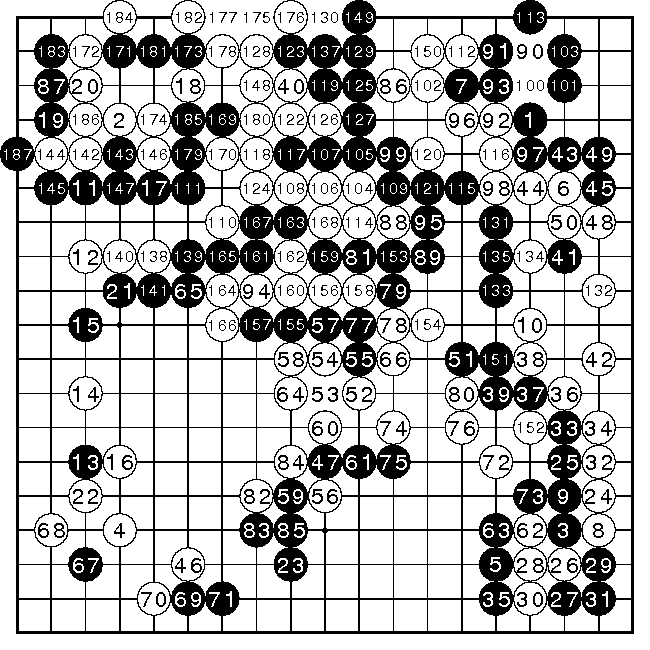
1a ronda de la final de la Ing Cup 2012
entre Lee Chag Ho i Park Jung Hwan

Park Jeong Hwan, en hangul 박정환, (Corea del Sud, 11 de gener de 1993) és un jugador professional de go, amb rang 9p. El 2010, amb 17 anys, va obtenir el seu estatus i rang actuals, convertint-se en el sud-coreà més jove que ho aconseguia. Va ser alumne de la prestigiosa escola de baduk Kwon Kap-yong, on també van estudiar altres experts com Lee Se Dol o Choi Cheol Han i amb només 12 anys va vèncer jugadors coreans molt reconeguts com ara Seo Bong Su o On So Chin. En juny de 2012 i en juliol de 2013 es va classificar com a millor jugador de Corea. A més, des del 2012 fins al 2015, ocupà el millor lloc de la classificació mundial.

## Trajectòria professional
| Títols nacionals           | Títols nacionals | Títols nacionals |
| Títol                      | Guanyador        | Subcampió        |
| -------------------------- | ---------------- | ---------------- |
| Siptan                     | 2 (2008, 2009)   |                  |
| GS Caltex Cup              | 1 (2011)         |                  |
| Prices Information Cup     | 1 (2013)         |                  |
| Chunwon                    | 1 (2009)         |                  |
| KBS Cup                    | 3 (2010–2012)    |                  |
| Maxim Cup                  | 2 (2012, 2013)   |                  |
| Baduk Masters Fighting God | 1 (2007)         |                  |
| Total                      | 11               | 0                |
| Títols continentals        |                  |                  |
| China-Korea Tengen         | 1 (2010)         |                  |
| Total                      | 1                | 0                |
| Títols internacionals      |                  |                  |
| Ing Cup                    |                  | 1 (2013)         |
| Asian TV Cup               |                  | 1 (2013)         |
| Fujitsu Cup                | 1 (2011)         |                  |
| LG Cup                     | 1 (2015)         |                  |
| Total                      | 2                | 2                |
| Resultat final             | 14               | 2                |

### Estil de joc
Des que va començar a despuntar com a jugador professional, Park Jung Hwan ha estat considerat un jugador molt fort i se l'ha volgut veure com el successor natural de Lee Se Dol. Segons An Yeong Kil (8p), el punt feble de Park Jeong Hwan és l'obertura del joc, però aquesta debilitat queda compensada, ja que té molt bona tècnica i és molt fort en el final de joc. S'ha guanyat, així, renom com un dels millors jugadors de yose. A vegades juga variacions rares la qual cosa s'ha relacionat amb la seva condició de jugador jove.